# Henry Hill (Mafioso)

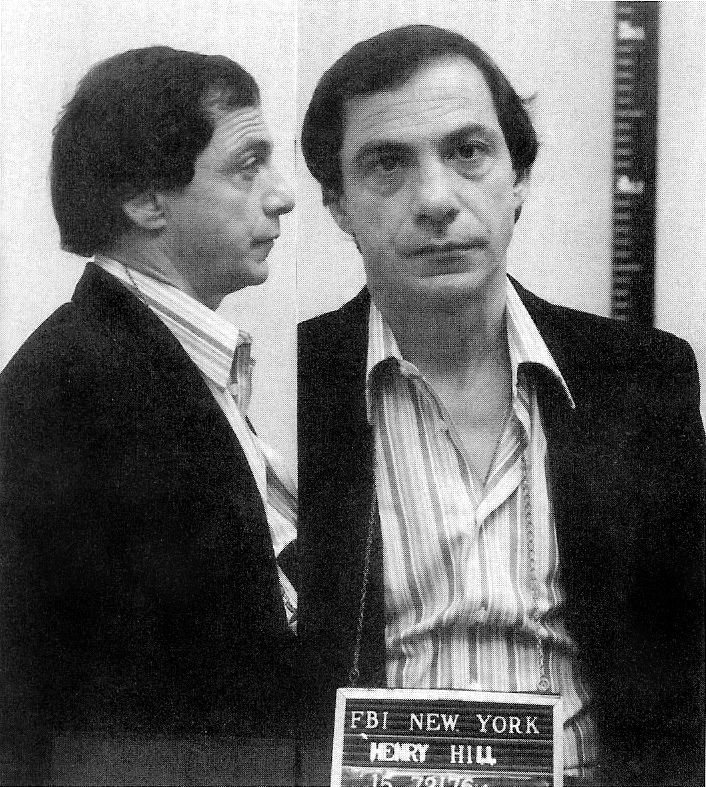
Henry Hill auf einem Foto des FBI

Henry Hill (* 11. Juni 1943 in Brooklyn, New York City; † 12. Juni 2012 in Los Angeles) war ein US-amerikanischer Mobster, dessen Leben 1990 im Film GoodFellas – Drei Jahrzehnte in der Mafia verfilmt wurde. Als Kronzeuge gehörte er dem US-amerikanischen Zeugenschutzprogramm an. Er war Teilnehmer am  Air-France-Raub (1967) am John F. Kennedy International Airport in New York City.

## Leben

### Frühe Jahre
Henry Hill wuchs in einer irisch-italienischen Arbeiterfamilie mit sieben Geschwistern in Brownsville, New York City auf. Sein irischer Vater Henry Hill Sr. arbeitete als Elektriker, seine Mutter Carmella war ursprünglich aus Sizilien eingewandert. Henry Hill war vom Lebensstil der lokalen Mafiagrößen beeindruckt; insbesondere von Paul Vario, einem Capo der Lucchese-Familie. Er arbeitete neben der Schule für die Mobster als Laufbursche, Schuhputzer oder Aushilfe in einer Pizzeria, bzw. durfte ihre Autos einparken.
Seine erste Verhaftung erfolgte, nachdem er versucht hatte, mit einer gestohlenen Kreditkarte einen Autoreifen in einer Tankstelle zu bezahlen. Da er niemanden verriet, gewann er den Respekt der Gangster, insbesondere den von „Jimmy“ Burke. Hill verließ die High School und begann, ausschließlich für die Mafia tätig zu sein.
Wegen ihrer irischen Abstammung konnten allerdings weder Burke noch Hill Vollmitglieder in der US-amerikanischen La Cosa Nostra werden. Als Assoziierte wurden sie jedoch geduldet, solange sie sich nicht in die internen Angelegenheiten einmischten und Geld einbrachten.
1960 ging Hill zur US Army nach Fort Bragg (North Carolina) und wurde Fallschirmjäger bei der 82. US-Luftlandedivision. Den Kontakt nach New York erhielt er jedoch aufrecht. Er verkaufte unversteuerte Zigaretten, trieb Zahlungsrückstände bei Armeeangehörigen ein und verkaufte die so erworbenen Extra-Essensrationen. 1963 musste er einen zweimonatigen Arrest absitzen, bevor er aus der Armee entlassen wurde, weil er das Auto des Sheriffs gestohlen hatte. Anschließend kehrte Hill nach New York zurück.

### Vom Dieb zum Dealer
In New York begann er zusammen mit Burke, Thomas DeSimone und deren Männern als professioneller Dieb und Einbrecher im großen Stil zu arbeiten. Insbesondere überfielen und entführten sie Lastwagen, um so an deren Ladung zu kommen. Aber auch auf Flughäfen waren sie kriminell tätig. 1967 beraubten sie die Air France; 1978 wurde die Deutsche Lufthansa im sogenannten Lufthansa Heist beraubt. Die Täter kamen alle aus dem Umfeld Hills, er war jedoch nicht selbst am Raub beteiligt.
In den 1970er Jahren wurde Hill zu zehn Jahren Haft verurteilt, weil er einen Schuldner entführt und bedroht hatte. Im Gefängnis bekam Hill Kontakt mit dem Drogendealer Paul Mazzei und half diesem bei der Verteilung der Drogen im Gefängnis. Wieder in Freiheit wurde Hill der weitere Handel mit Drogen vom Capo Paul Vario verboten. Hill hielt sich aber nicht an diese Anweisung.
Als Folge des Lufthansa-Raubs kam es zu Morden an den Tatbeteiligten, für die Burke verantwortlich war, der ihm lästige Mitwisser beseitigen wollte. Hills Freund Thomas DeSimone verschwand spurlos, weil er ohne Genehmigung zwei Mitglieder der Gambino-Familie getötet hatte. Hinter seiner Ermordung vermutete man Leute aus der Crew von John Gotti.

### Kronzeuge
Ende April 1980 wurde Hill wegen seines Drogenhandels verhaftet. Kaum wieder freigelassen, kam er wegen des Lufthansa-Vorfalls erneut in Haft. Er kam nun zu der Überzeugung, dass sowohl Burke als auch Vario ihn ermorden wollten, nachdem ihm ein Tonband des FBI vorgespielt worden war, auf dem sich Burke und Vario unterhielten. Auf diese Weise konnten ihn die Behörden zur Mitarbeit überreden: Hill erklärte sich Ende Mai 1980 bereit, gegen Burke und Vario auszusagen, was in Folge zu rund fünfzig Anklagen führte. Burke wurde zu zwanzig, Vario zu zehn Jahren Haft verurteilt.
Hill wurde mit seiner Familie in das Zeugenschutzprogramm aufgenommen und lebte unter neuem Namen in einer anderen Stadt. Allerdings stieg Hill 1987 in Seattle erneut in den Drogenhandel ein und wurde deswegen verurteilt.

### Spätes Leben
Hill lebte später in Topanga Canyon, in der Nähe Malibus in Kalifornien. Er starb am 12. Juni 2012 in einem Krankenhaus in Los Angeles.

## Adaptionen
- 1990: GoodFellas – Drei Jahrzehnte in der Mafia; im Wesentlichen biografisch korrekter Film über Henry Hill von Martin Scorsese. Die Rolle Hills spielt Ray Liotta. Der Film basiert auf der Romanvorlage Wiseguy von Nicholas Pileggi. Pileggi hatte diesen Roman gemeinsam mit Henry Hill geschrieben.